# Benito Juárez, Tetela de Ocampo
Benito Juárez är en ort i Mexiko.   Den ligger i kommunen Tetela de Ocampo och delstaten Puebla, i den sydöstra delen av landet, 150 km öster om huvudstaden Mexico City. Benito Juárez ligger 1 802 meter över havet och antalet invånare är 1 335.
Terrängen runt Benito Juárez är varierad. Benito Juárez ligger nere i en dal. Runt Benito Juárez är det ganska tätbefolkat, med 67 invånare per kvadratkilometer. Närmaste större samhälle är Tetela de Ocampo, 1,7 km väster om Benito Juárez. I omgivningarna runt Benito Juárez växer i huvudsak blandskog.